# Galette charentaise
La galette charentaise est un gâteau traditionnel de la Saintonge. C'est un gâteau de fête, autrefois réservé aux grandes occasions.

## Historique
En 1848, la famille Barraud produit à Beurlay des galettes charentaises. Au siècle suivant, la production passe à un stade industriel et la galette charentaise est désormais un produit largement distribué y compris en supermarché. 

## Caractéristiques
Elle est confectionnée avec de la farine, des œufs, du beurre et du sucre, et est aromatisée à l'aide d'une plante, l'angélique (confite). Sa consistance un peu sèche est parfois défavorablement comparée avec celle du broyé poitevin.
Il existe aujourd'hui plusieurs déclinaisons de la galette, par exemple avec un fourrage aux pruneaux.